# Buddy Ryan
James David „Buddy“ Ryan (* 17. Februar 1931 in Frederick, Oklahoma; † 28. Juni 2016 in Shelbyville, Kentucky) war ein US-amerikanischer American-Football-Trainer in der National Football League (NFL). Er war fünf Jahre Head Coach der Philadelphia Eagles und zwei Jahre der Arizona Cardinals. Als Defensive Coordinator der Chicago Bears erschuf Ryan die 46 Defense und gewann mit ihnen den Super Bowl XX. Zuvor gewann er bereits als Assistenztrainer mit den New York Jets den Super Bowl III.
Seine Zwillingssöhne Rex Ryan und Rob Ryan sind ebenfalls als Trainer in der NFL tätig.

## Frühe Jahre
Buddy Ryan wurde 1931 in Oklahoma als Sohn eines Malers und Tapezierers geboren. Er diente im Koreakrieg und spielte von 1952 bis 1955 College Football für die Oklahoma A&M University (die heutige Oklahoma State University), wo er als Guard in der Offensive Line eingesetzt wurde.
Seine erste Trainerstation hatte Buddy Ryan ab 1957 an der High School in Gainesville, Texas. Nachdem er seinen Militärdienst 1961 beendet hatte, begann er seine Trainerkarriere im College.
Im Gegensatz zu seiner aktiven Spielzeit legte Ryan seinen Schwerpunkt auf die Defense. Von 1961 bis 1965 war er Defensive Coordinator an der University of Buffalo, 1966 an der Vanderbilt University und 1967 an der University of the Pacific.

## AFL/NFL
Buddy Ryan gewann in sieben Jahren als Head Coach der Philadelphia Eagles und der Arizona Cardinals nie ein Play-off-Spiel. Seinen Ruf und Einfluss auf die Liga begründete er mit seinen Erfolgen als Defensive Coordinator. Speziell mit der von ihm erschaffenen 46 Defense (benannt nach der Rückennummer des Safeties Doug Plank), auf Grund deren Dominanz er mit den Bears den Super Bowl (XX) gewann.
Ron Jaworski (ehemaliger Quarterback und Kommentator für ESPN) nannte die Philosophie der 46 Defense den einflussreichsten Faktor beim Entstehen der modernen NFL-Blitz-Spielzüge (englisch The philosophy behind the 46 has, in my opinion, been the single most influential factor in shaping modern NFL blitz pressure packages).

### New York Jets
Die Karriere im Profi-Football begann für Buddy Ryan 1968 mit einem Angebot die Defensive Line der New York Jets zu trainieren. Bereits in der ersten gemeinsamen Saison gewannen Head Coach Weeb Ewbank und Ryan mit einer Offense um Quarterback Joe Namath den Super Bowl. Im Super Bowl III ließ die Defense der Jets nur sieben Punkte zu. In seinen ersten beiden Jahren bei den Jets, stellten sie die jeweils beste Defense gegen das Laufspiel, in seiner dritten Saison die Zweitbeste. Die Philosophie seiner späteren 46 Defense basiert zum Teil auf den Ideen von Ewbanks Passspiel und dem besonderen Schutz, den sein Quarterback darin genoss.

### Minnesota Vikings
Zur Saison 1976 wechselte Ryan zu den Minnesota Vikings, wo er ebenfalls die Defensive Line trainierte. Die Purple People Eaters (lila Menschenfresser) genannte Defensive Line war eine der Stärken im Team von Head Coach Bud Grant – so ließ die Defense in der Saison nur 176 Punkte zu (bei 305 erzielten). Die Vikings gewannen in Ryans erster Saison das NFC Championship Game mit 24:13 gegen die Los Angeles Rams und zogen in den Super Bowl XI ein, wo sie den Oakland Raiders mit 14:32 unterlagen. In Ryans zweiten und letzten Jahr bei den Vikings, gewannen sie zum fünften Mal in Folge die NFC Central, scheiterten dann aber im NFC Championship Game.

### Chicago Bears
Zur Saison 1978 wechselte Buddy Ryan als Defensive Coordinator zu den Chicago Bears. Hier führte er die 46 Defense (mit dem Grundprinzip des permanenten Drucks aus unvorhersehbaren Richtungen) ein und perfektionierte es bis zur Saison 1985. Als 1982 Head Coach Neill Armstrong von den Bears entlassen wurde, setzten sich die Spieler der Defense, per Brief bei Teambesitzer George Halas, dafür ein, dass Ryan als Defensive Coordinator bleiben könne. Halas verpflichtete Mike Ditka als neuen Head Coach, mit der Auflage, dass Ryan und seine Assistenztrainer in der Defense beim Team blieben. In der Saison 1984 erzielten die Bears 72 Sacks – ein NFL-Rekord, der bis heute (2016) besteht. Im NFC Championship Game scheiterten sie mit 0:23 an den San Francisco 49ers. In der darauffolgenden Saison erzielte die Defense noch 64 Sacks, die Mannschaft verbesserte sich jedoch und verlor in der Regular Season nur ein Spiel. Bei der 24:38-Niederlage gegen die Miami Dolphins kam es in der Halbzeit zu einem heftigen Streit zwischen Ryan und Ditka. Nachdem sie die restlichen Spiele der Saison gewonnen hatten, besiegten die Bears in den Play-offs erst die New York Giants mit 21:0 (bei nur 181 zugelassenen Yards) und dann die Los Angeles Rams mit 24:0 (bei nur 130 Yards), bevor sie im Super Bowl XX gegen die New England Patriots mit 46:10 gewannen.
Drei Spieler aus dieser Defense wurden später in die Pro Football Hall of Fame gewählt: Richard Dent, Mike Singletary und Dan Hampton. Während Ditka hoffte das Team der 80er Jahre zu werden, wurde die Fehde zwischen Ditka und Ryan zunehmend öffentlich ausgetragen, und Ryan verließ in der Off-Season das Team.

### Philadelphia Eagles
Zur Saison 1986 wurde Ryan von den Philadelphia Eagles als Head Coach engagiert. In seiner Zeit als Head Coach gewannen die Eagles 43 Spiele, verloren 35 und spielten einmal Unentschieden. Ab der dritten Saison gewannen die Eagles mindestens zehn Spiele pro Jahr und erreichten in jeder Saison die Play-offs, wo sie jedoch jeweils in der ersten Runde ausschieden.
In der Saison 1989 beschuldigten die Dallas Cowboys Ryan, „Kopfgelder“ auf zwei Spieler der Cowboys ausgesetzt zu haben (Bounty Bowl). Ryan bestritt die Vorwürfe und eine Untersuchung der Liga konnte die Vorwürfe nicht bestätigen. Nach der Saison 1990 wurde er von den Eagles entlassen.

### Houston Oilers
In der Zeit nach den Eagles arbeitete Ryan als Kommentator für CNN, bevor er zur Saison 1993 bei den Houston Oilers als Defensive Coordinator einen Vertrag unterschrieb. Die Oilers gewannen dank einer guten Defense elf Spiele in Folge. Im letzten Saisonspiel kritisierte Buddy Ryan den Offensive Coordinator der Oilers, Kevin Gilbride, während eines landesweit übertragenen Spiels erst heftig und schlug sogar nach ihm. Im nächsten Spiel – dem ersten Play-off-Spiel – verloren die Oilers gegen die Kansas City Chiefs.

### Arizona Cardinals
Die Arizona Cardinals verpflichteten Buddy Ryan zur Saison 1994 als ihren neuen Head Coach. In seinen Trainerstab bei den Cardinals nahm er seine beiden Söhne, Rex Ryan und Rob Ryan auf. Nach 8 Siegen, bei 8 Niederlagen in seiner ersten Saison, erzielten die Cardinals in seiner zweiten Saison nur 4 Siege bei 12 Niederlagen und Ryan wurde wieder entlassen und beendete seine Trainerkarriere.

## Privat
Zusammen mit seiner ersten Frau, Doris, die er bereits am College kennenlernte, hatte Buddy Ryan drei Söhne. Der älteste, Jim, ist Anwalt und war unter anderem 1994 als Buddys Agent tätig, als er Head Coach bei den Cardinals wurde. Die beiden Zwillinge, Rex und Rob Ryan wurden ebenfalls Trainer in der NFL. Buddys zweite Frau Joanie, mit der er seit 1970 verheiratet war und keine Kinder hatte, starb 2013 an Alzheimer. In Shelbyville, Kentucky besaß Ryan eine Ranch, auf der er seit 1995 lebte und Pferde züchtete. Er litt seit Jahren an einer Krebserkrankung und starb am 28. Juni 2016 in Shelbyville.